# Epirhyssa perkinsi
Epirhyssa perkinsi är en stekelart som först beskrevs av Baltazar 1961.  Epirhyssa perkinsi ingår i släktet Epirhyssa och familjen brokparasitsteklar. Inga underarter finns listade i Catalogue of Life.